# Conor Sammon
Conor Sammon est un footballeur irlandais, né le 6 novembre 1989 à Dublin en Irlande. Il évolue au poste d'attaquant.

## Biographie
Le 31 janvier 2011, il quitte Kilmarnock et signe au club anglais de Wigan Athletic pour une indemnité de transfert de 500 000 £.
Le 14 juin 2016, il rejoint Hearts.
Le 31 janvier 2017, il est prêté au Kilmarnock.
L'11 août 2017, il est prêté au Partick Thistle.
Le 16 juillet 2018, il est prêté à Motherwell.

## Palmarès
- Derry City
  - Vainqueur de la Coupe de la Ligue d'Irlande : 2008

### Personnel
- Membre de l'équipe-type de Scottish Premier League en 2011